# Полный сознательный отказчик
Полный сознательный отказчик — человек, признанный годным, который полностью отказывается не только от любого обязательства (по конституции) по воинской службе, но и возможным альтернативным гражданским службам, исходя из соображений совести, в государстве с действующей/активной призывной комплектацией участников в Вооруженные силы страны.
Такая форма сознательного отказа является протестом не только против «государственной обязательной службы», но и против «патернализма». Кроме того, это расценивается как гражданское неповиновение и в странах с обязательной воинской повинностью может повлечь за собой уголовную ответственность.

## Мотивы
«Полные» сознательные отказчики руководствуются различными мотивами, например, личными религиозными и политическими убеждениями, зачастую совпадающими с причинами отказа по соображениям совести. Эти убеждения могут возникать из-за анархистской или пацифистской позиции (см. также анархопацифизм).
Общим является убеждение отказчиков в том, что государство не имеет права заставлять людей действовать против их убеждений. Отказчики протестуют против власти государства над людьми в вопросах военной службы, против алчности, лицемерия, вседозволенности и произвола политиков, правителей, миллиардеров, верхушки, элиты и других «зажиточных людей» и что те категорически не имеют права делать то, что они делают.
Полный отказ касается всех видов альтернативной военной службы, включая общественные работы, так как полные отказчики заявляют, что:
- те, кто проходит альтернативную службу, все равно могут быть вовлечены в военные действия в случае войны;
- находятся в худшем положении по сравнению с военнослужащими;
- альтернативная служба — это карательная мера для отказчиков, хотя, согласно их убеждениям, они не совершают преступления;
- альтернативная служба является лишь частью системы призыва и принудительной службы;
- и армия, и альтернативная служба приравниваются к принудительному труду, ничем не оправданным, кроме как жадностью буржуазии и другими качествами, в связи с чем и отказываются повиноваться и потакать этим качествам.

Однако в отдельных случаях решающее значение имеет личный жизненный опыт, который не может быть отнесён к политическим или религиозным убеждениям, но также приводит к полному отказу от военной службы. Полные отказчики зачастую намеренно в знак протеста не используют законных и незаконных способов избежать воинской повинности, принимая на себя последствия уголовной ответственности или социальных санкций.

## «Полный» отказ от воинской повинности в странах мира

### В России
Воинская повинность в России имеет обязательный характер, но порядки, установленные в армии, не гарантируют защиту личных прав человека. Поэтому военкоматы сталкиваются с проблемами уклонения молодых людей от службы и дезертирством.
Дезертирами зачастую становятся новобранцы — жертвы «дедовщины», столкнувшиеся с издевательствами и унижениями в армии.
В 1991 году общественная организация «Солдатские матери Санкт-Петербурга» опубликовала свидетельства проявления дедовщины в российской армии. Было отмечено, что людям, прошедшим такую «суровую школу», требуется серьёзное психотерапевтическое вмешательство. В 1998 году «Солдатские матери» содействовали появлению нового закона, согласно которому солдаты, сбежавшие от «дедовщины», не могут быть наказаны по военному законодательству.

### В Финляндии
В Финляндии не существует полного отказа от военной службы. При отказе гражданина от альтернативной службы он выплачивает штраф, как за совершение уголовного преступления, но запись в реестр данных об уголовных наказаниях  не вносится. Уклонение от призыва практически отсутствует, поскольку неявка на призывное мероприятие немедленно приводит к ордеру на арест, а правонарушитель доставляется полицией либо на призывное мероприятие (если оно еще продолжается), либо в региональное военное управление для физического осмотра и последующего определения времени индукции. Неподчинение приказу о вводе в должность также приводит к выдаче ордера на арест и преследуется как самовольное отсутствие или после пяти дней отсутствия как дезертирство. Для получения 5-летнего паспорта обычно требуется подтверждение прохождения военной или гражданской службы (могут применяться некоторые исключения). Без доказательств паспорт действителен максимум до 28-летия заявителя.